# Faure Gnassingbé
Faure Essozimna Gnassingbé (Afagnan, 6. lipnja 1966.) je sadašnji predsjednik afričke države Togo. Njegov otac također je bio predsjednik Toga, Étienne Eyadéma. 